# Heteroteuthis serventyi
Heteroteuthis serventyi is een dwerginktvis die voorkomt in het zuidwesten van de Grote Oceaan in zuidoost Australië.
Het soorttype is gevonden voor Jervis Bay, New South Wales en is in het bezit van het Australian Museum in Sydney.